# Hydrophorus aquatilis
Hydrophorus aquatilis är en tvåvingeart som beskrevs av Aldrich 1922. Hydrophorus aquatilis ingår i släktet Hydrophorus och familjen styltflugor. Inga underarter finns listade i Catalogue of Life.